# Hikari Ishida
Hikari Ishida (石田ひかり?, Ishida Hikari; Tokyo, 25 maggio 1972) è un'attrice e cantante giapponese, che ha recitato insieme a Megumi Odaka e Natsuki Ozawa nella serie televisiva Hana no Asuka Gumi.

## Biografia
Oltre alla prevalente carriera da attrice, Ishida si è anche dedicata alla musica, pubblicando sei album studio e, tra i singoli, uno che è stato un successo minore, Emerald no Suna. Ishida ha anche partecipato a numerosi spot commerciali per prodotti per capelli, ed ha pubblicato diversi video musicali e libri fotografici. Una delle sue canzoni è apparsa nel programma di NHK Minna no Uta.
Ishida è la sorella minore dell'attrice Yuriko Ishida.

## Filmografia

### Cinema
- Hana no asuka gumi!, regia di Yôichi Sai (1988)
- Futari, regia di Nobuhiko Obayashi (1991)

- Kamitsukitai/Dorakiyura yori ai-0, regia di Shūsuke Kaneko (1991)
- Aitsu, regia di Atsushi Kimura (1991)
- Haruka, nosutarujii, regia di Nobuhiko Obayashi (1993)
- Beru epokku, regia di Jōji Matsuoka (1998)
- Ai qing meng huan hao, regia di Herman Yau (1999)
- Adrenaline Drive (Adorenarin doraibu), regia di Shinobu Yaguchi (1999)
- Ano natsu no hi, regia di Nobuhiko Obayashi (1999)
- Ryûji Forever, regia di Tatsuoki Hosono (2002)
- Tenkôsei: Sayonara anata, regia di Nobuhiko Obayashi (2007)
- Kuchibiru ni uta wo, regia di Takahiro Miki (2015)
- Seiro no umi, regia di Akiyoshi Kimata (2016)
- Itazurana Kiss Part 1: High School Hen, regia di Minoru Mizoguchi (2016)
- Itazurana Kiss Part 2: Campus Hen, regia di Minoru Mizoguchi (2017)
- Itazurana Kiss Part 3: Propose hen, regia di Minoru Mizoguchi (2017)
- Rin, regia di Katsuhiko Ikeda (2019)
- Blue Period, regia di Kentarō Hagiwara (2024)
- 366 Nichi, regia di Takehiko Shinjō (2025)
- Renoir, regia di Chie Hayakawa (2025)

### Televisione
- Hana no Asuka gumi – serie TV, 23 episodi (1988)
- Mama Haha Bugi – miniserie TV, 12 puntate (1989)
- Top stewardess monogatari – serie TV, 10 episodi (1990)
- AD Bugi – serie TV, 10 episodi (1991)
- 1970 bokutachi no seishun, regia di Shigemichi Sugita – film TV (1991)
- Waru – serie TV, 11 episodi (1992)
- Asunaro hakusho – serie TV, 11 episodi (1993)
- Kagayaku toki no nakade – serie TV (1995)
- Love Again – serie TV, 9 episodi (1998)
- Tokugawa Yoshinobu – serie TV, 28 episodi (1998)
- Tadaima (I'm Home) – serie TV (2000)
- Kōrei (降霊?), regia di Kiyoshi Kurosawa – film TV (2000)
- Suiyobi no joji – serie TV, 11 episodi (2001)
- Karuta kuîn – serie TV (2003)
- Bengoshi no kuzu – serie TV, episodio 1x08 (2006)
- Haken no hinkaku – miniserie TV, 1 puntata (2007)
- Mop Girl (Moppu Gāru) – serie TV, episodio 1x09 (2007)
- Toppu Sêrusu (2008 - serie televisiva)
- Dan Dan だんだん (2009 - serie televisiva mattutina)
- Beginners! (2012)

## Discografia
- Emerald no Suna / Shiokaze no Himitsu (21.05.1987) (singolo)
- Ku.chi.bi.ru / Kiniro no Necklace (04.08.1987) (singolo)
- Legend (21.09.1987) (album studio)
- Koi wa Kakuritsu 51% / Lonely Lonely (04.11.1987) (singolo)
- Monument (09.03.1988) (album studio)
- Futari no Kankei / Pastel Memory (21.04.1988) (singolo)
- White Virgin (21.06.1988) (album studio)
- Shojo.Neppun.Tennenshoku / Ichimai no Shashin (13.07.1988) (singolo)
- Koibitotachi no Nuance / Yume o Samenaide (11.10.1988) (singolo)
- True (21.10.1988) (album studio)
- Koi nanonine / Unubore Kagami (21.02.1989) (singolo)
- Lamination (21.04.1989) (album studio)
- Natural Choice / Nocturne Saigo no Himitsu (07.07.1989) (singolo)
- Kaze no Ballerina / Mou Hitori no Akuma (18.10.1989) (singolo)
- Rendezvous (21.11.1989) (album studio)
- Tomorrow (21.03.1990) (singolo)